# Nombre premier équilibré
En mathématiques, un nombre premier équilibré est un nombre premier qui est égal à la moyenne arithmétique des nombres premiers les plus proches au-dessus et en dessous. Ou, exprimé de manière algébrique, pour un nombre premier donné pn, où n est son indice dans la suite des nombres premiers, {\displaystyle p_{n}={{p_{n-1}+p_{n+1}} \over 2}}. 

## Liste de nombres premiers équilibrés
Les 17 plus petits nombres premiers équilibrés sont
5, 53, 157, 173, 211, 257, 263, 373, 563, 593, 607, 653, 733, 947, 977, 1 103, 1 123 (voir la suite A006562 de l'OEIS).
Par exemple, 53 est le seizième nombre premier ; le quinzième et le dix-septième nombres premiers, 47 et 59, ont pour somme 106, qui a pour moitié 53, ainsi 53 est un nombre premier équilibré. Ou encore : 53 – 47 = 59 – 53 = 6 (on a ce même écart de 6 pour tous les exemples ci-dessus, sauf 5 – 3 = 7 – 5 = 2 et 211 – 199 = 223 – 211 = 12).
Quand 1 était considéré comme un nombre premier, 2 aurait pu correspondre au premier nombre premier équilibré puisque {\displaystyle 2={(1+3) \over 2}}.

## Propriétés des nombres premiers équilibrés
On conjecture qu'il existe une infinité de nombres premiers équilibrés.
Trois nombres premiers consécutifs en progression arithmétique sont quelquefois appelés une CPAP-3 (Consecutive Prime Arithmetic Progression). 
Un nombre premier équilibré est par définition le deuxième nombre premier dans une CPAP-3. En 2014, le plus grand nombre premier équilibré connu est un nombre à 10 546 chiffres. Il a été trouvé par David Broadhurst :
{\displaystyle p_{n}=1213266377\times 2^{35000}+2429,\quad p_{n}-p_{n-1}=p_{n+1}-p_{n}=2430.}
La valeur de n n'est pas connue.